# Palace (Utrechtse bioscoop)
De Palace was een bioscoop in de Nederlandse stad Utrecht.
De bioscoop opende in 1913 onder de noemer New-York Bioscoop in een bestaand pand aan het Vredenburg 29. De oprichter Dussenbroek schakelde de architect M.E. Kuiler in en liet deze bioscoop voorzien van een wat wel later omschreven wordt als "zeer kermisachtige stijl" of "Hollywoodstijl". Onder meer werd de nieuwe voorgevel voorzien van een beluifelde entree en een verlicht model van het Vrijheidsbeeld in de top. Een bouwtekening van Kuiler toont in totaal ruwweg 350 zitplaatsen in een smalle, diepe zaal met zowel achterin als aan een zijde een balkon. Tien jaar na de opening volgde een verbouwing en de naamswijziging naar Palace Theater, later kortweg Palace. Ook de naam Filmac is in de geschiedenis van deze bioscoop gebruikt voor de vertoningen met filmjournaals die overdag doorlopend plaatsvonden. In de beginjaren waren er explicateurs aanwezig. Vanaf 1930 konden er geluidsfilms worden gedraaid. Gaandeweg is Barnstijn de directie gaan voeren; uiteindelijk zou dat vanaf 1939 Wolff worden. 
Naast filmjournaals stonden kinderfilms, tekenfilms en/of grote speelfilms op het programma. In de jaren 1960 startte er de vertoning van pornofilms in de avonduren en na de aanpassing in 1977 van de verplichte filmkeuring zou alleen dat genre er nog worden gedraaid tot 1987. De bedrijfsleider Willem van Batenburg, een pseudoniem overigens, bracht onder meer de Nederlandse seksfilm Pruimenbloesem (1982) uit. De vertoning van die film in Palace leverde vanuit feministische zijde protesten op zoals een bekogeling van de bioscoop met bakstenen. De filmorganisator Huub Bals woonde rond deze tijd boven de bioscoop. Vanaf 1987 werden voortaan films vertoond die niet meer rendabel gedraaid konden worden in de andere Wolff-bioscopen. Wegens teruglopende bezoekersaantallen sloot de 373 zitplaatsen tellende Palace in 1991.